# Заря (Чечерский район)
Заря (бел. Зара) — упразднённый посёлок в Ровковичском сельсовете Чечерском районе Гомельской области Белоруссии.
В результате катастрофы на Чернобыльской АЭС и радиационного загрязнения жители (16 семей) в 1992 году переселены в чистые места. Официально упразднён в 2011 году.

## География

### Расположение
В 15 км на юг от Чечерска, 32 км от железнодорожной станции Буда-Кошелёвская (на линии Гомель — Жлобин), 60 км от Гомеля.

## Транспортная сеть
Транспортные связи по просёлочной, затем автомобильной дороге Науховичи — Ровковичи. Планировка состоит из прямолинейной меридиональной улицы, застроенной деревянными домами усадебного типа.

## История
Основан в начале XX века переселенцами из соседних деревень. Наиболее активная застройка приходится на 1920-е годы. В 1926 году в Науховичском сельсовете Чечерского района Гомельского округа. В 1931 году организован колхоз «Красный пахарь», работала ветряная мельница. 11 жителей погибли на фронтах Великой Отечественной войны. Согласно переписи 1959 года входил в состав колхоза имени С. М. Кирова (центр — деревня Крутое).

## Население

### Численность
- 1992 год — жители (16 семей) переселены

### Динамика
- 1926 год — 25 дворов, 149 жителей
- 1959 год — 115 жителей (согласно переписи)
- 1992 год — жители (16 семей) переселены